# Maria Maltoni
Marianna Maltoni, detta Maria (Dovadola, 2 febbraio 1890 – Fiesole, 18 novembre 1964), è stata un'insegnante italiana, maestra nella scuola elementare di San Gersolè (Impruneta) dal 1920 al 1956. Il suo metodo didattico era teso a fare una scuola dell'oggettività, con un procedimento di rielaborazione dell'ambiente di vita basato sull'esperienza reale dei fanciulli, espressa poi in diari e disegni, accompagnati da annotazioni precise in modo tale da formare la logica e far conoscere la natura dopo la necessaria osservazione degli eventi, e non attraverso norme calate dall'alto, secondo un tradizionale modello di scuola orientato alla trasmissione di conoscenza inculcata dall'educatore.

## Scuola di San Gersolè
Nella scuola ex-rurale di San Gersolè, frazione del comune dell'Impruneta, Maria Maltoni, diplomata nel 1910 presso la Scuola Normale Margherita di Savoia a Ravenna, insegnò dal 1920 fino al 1956. Si cominciò a conoscere la sua scuola negli anni della seconda guerra mondiale, grazie all'interessamento di Francesco Bettini, ispettore capo della Pubblica Istruzione, animatore pedagogico-didattico che pubblicò vari articoli e un volumetto sull'opera di Maria Maltoni.

## Contatti
Nel 1943 Maria Maltoni entrò nel Partito d'Azione clandestino, dove incontrò Ernesto Codignola che, nel 1944, insieme alla moglie Anna Maria, fondò la Scuola-Città Pestalozzi, una nuova esperienza scolastica della quale Maria Maltoni parlò con Francesco Bettini nel 1945. La maestra Maltoni conobbe anche Tristano Codignola, figlio di Ernesto, Piero Calamandrei, Margherita Fasolo, pedagogista e collaboratrice di Ernesto Codignola, Raffaello Ramat, Enzo Enriques Agnoletti, Emilio Cecchi, Alessandro Parronchi, Giovanni Michelucci. Grazie all'interessamento di Michelucci, organizzò a Firenze, nel 1949, una mostra di disegni dei ragazzi di San Gersolè che riscosse un grande successo, anche dopo il servizio di Oriana Fallaci intitolato "Aria di San Gersolè" ne Il Mattino dell'Italia centrale, 7 giugno 1949, che produsse un caso, del quale si occuparono le terze pagine. La frazione di San Gersolè era considerata l'ultimo asilo dei sogni, lo stereotipo [...] che coglieva solo la bellezza del paesaggio di pagliai e di uliveti. In realtà il lavoro rurale cominciava ad essere sostituito dai pendolari che svolgevano la loro opera fuori del paese.

## DaiDiari di San GersolèaiQuaderni di San Gersolè
Nel 1949 uscirono I diari di San Gersolè, un'antologia di disegni e di brani tratti da 2 quaderni dell'alunna Fernanda Caroti e 15 quaderni dei ragazzi, che esponevano con chiarezza e precisione artigianale le osservazioni sulla natura e sul mondo contadino. Nel 1959 altri diari e disegni furono pubblicati col titolo di Quaderni di San Gersolè, editi da Einaudi e presentati da Italo Calvino; ogni brano in questo libro era corredato da due illustrazioni. Nei Quaderni si dà spazio ai mestieri del carbonaio, del pecoraio, del barbiere, ci sono descrizioni di momenti di vita quotidiana, con l'episodio dell'uccisione del maiale, quello dell'addestramento del cane da caccia, quello del taglio del fieno ed altri. Nel 1956, nella rivista Il Ponte, Piero Calamandrei introdusse alcuni brani dei diari, seguiti da un commento della Maltoni. Alcuni di questi brani raccontano l'atteggiamento dei ragazzi di fronte ad un nuovo stile di vita, che consisteva nel passaggio dai giochi nei campi con l'osservazione degli animali, all'abitudine, che iniziava a prendere campo, di dedicare un certo tempo ai programmi televisivi.

## Testi e disegni originali
La Biblioteca Comunale dell'Impruneta, nel fondo Maria Maltoni, conserva circa 1600 quaderni, più di mille disegni e seicento pagine del Giornale di San Gersolè.

## 2024, anno maltoniano
A 60 anni dalla scomparsa di Maria Maltoni per l'anno 2024, su iniziativa di Studio Giambo APS e Florence Art Edizioni sono stati organizzati una serie di convegni e la mostra itinerante "Maria Maltoni e la scuola di San Gersolè. La società contadina vista con gli occhi dei bambini" (con il patrocinio della Regione Toscana, della Città Metropolitana di Firenze, del Comune Impruneta e del Comune di Pontassieve). In contemporanea è uscito il volume illustrato Maria Maltoni e la scuola di San Gersolè. Una straordinara esperienza educativa .

## Opere
- I Diari di San Gersolè, a cura di Maria Maltoni, Firenze, Il Libro, 1939.
- Vita. Letture per la classe IV, con Ambrogio Guerra, Firenze, Marzocco-Bemporad, 1950.
- Vita. Letture per la classe V, con Ambrogio Guerra, Firenze, Marzocco-Bemporad, 1950.
- I Quaderni di San Gersolè, a cura di M. Maltoni, con la collaborazione di Gigliola Venturi, Prefazione di Italo Calvino, Collana Libri per ragazzi n.4, Torino, Einaudi, 30 novembre 1959.
- Il libro della natura, a cura di M. Maltoni, con la collaborazione di G. Ventura, Torino, Einaudi, 1963.
- Esperienza ed espressione a San Gersolè, La Scuola, Brescia, 1964.